# Barzsó Henrietta
Barzsó Henrietta magyar karbirkózó. Testvére Barzsó Alexander.

## Életrajz
2013-ban a Belgiumban megrendezett junior lány kategóriában, -60 kilogramm és +60 kilogramm súlycsoportban Európa-kupát nyer jobb és bal kézzel. A hagyomány szerint tíz versenyzőt választanak ki, akit lovaggá ütnek, Barzsó Henriettát is lovaggá ütötték.
A 2014. szeptember 14. és szeptember 21. között Vilniusban megrendezésre került szkander-világbajnokságon a 18 éves -60 kilogrammos kategóriában bal kézzel az ötödik helyet szerezte meg, míg jobb kézzel a második helyezést szerezte meg. Jobb kézzel veretlenül került a döntőbe.
A 2015. szeptember 27. és október 3. között Kuala Lumpurban megrendezésre került szkander-világbajnokságon a 21 év alatti junior lányok 55 kilogrammos kategóriájában bal kézzel az ötödik helyen végzett, míg a jobbkezes versenyszámban a negyedik helyen végzett.
A 2016-os bukaresti szkander Európa-bajnokságon a 21 éven alatti -60 kg-os súlycsoportjában bal kézzel harmadik helyezést ért el.
A 2017-ben Budapesten megrendezésre került szkander-világbajnokságon a 60 kilogrammos felnőtt kategóriában bal kézzel harmadik helyezést ért el, míg a 21 éven aluli korcsoportban egy második és egy harmadik helyezést ért el.